# Акутан (вулкан)
Акутан (пік Акутан (англ. Mount Akutan) — активний стратовулкан на однойменному острові, що входить до складу Алеутських островів, що в штаті Аляска (США). Характеризується «вибуховим» або «експлозивним» типом вулканічного виверження. 

## Загальні відомості
Пік Акутан, висотою 1303 м є найвищою точкою кальдери стратовулкану Акутан. 
Кальдеру Акутану шириною 2 км утворилася під час великого вибухового виверження близько 1600 років тому. Нещодавня еруптивна активність пов'язана з великим шлаковим конусом на північно-східній частині кальдери, який  був джерелом частих вибухових вивержень із виливом лави, яка вкриває дно кальдери. Потік лави в 1978 році вилився через вузьку тріщину в північній частині кальдери та простягся на відстань до 2 км від узбережжя. Невелике озеро займає частину дна кальдери.
Два вулканічних центри розташовані на північно-західному фланзі: лавовий пік плейстоценового віку; і шлаковий конус нижче на фланзі, який виверг потік лави в 1852 році, який розширив берегову лінію острова утворивши Лава-Пойнт
Старіша, переважно похована кальдера,  утворилася в плейстоцен або голоцен, тоді як нинішня кальдера утворилася в результаті виверження VEI-5 бл. 340 рік нашої ери.
Вулканологічна обсерваторія Аляски зафіксувала 33 підтверджені виверження в Акутані, що робить його вулканом з найбільшою кількістю вивержень на Алясці. Останнє виверження вулкана відбулося в 1992 році, але біля підніжжя Лава-Пойнт все ще спостерігається фумарольна активність, а на північний схід від кальдери є гарячі джерела.
У березні 1996 року землетрус супроводжувався деформацією вулканічної споруди, включаючи опускання східної сторони та підняття західної сторони вулкана.